# Parque Quase-Nacional Echizen-Kaga Kaigan
O Parque Quase-Nacional Ezhizen-Kaga Kaigan é um parque quase-nacional localizado nas prefeituras japonesas de Ishikawa e Fukui. Estabelecido em 1 de maio de 1968, tem uma área de 9 246 hectares.